# Borovnice (České Budějovice-i járás)
Borovnice település Csehországban, a České Budějovice-i járásban. Borovnice Strážkovice, Střížov, Nedabyle, Heřmaň, Nová Ves és Doudleby településekkel határos. Lakosainak száma 154 fő (2024. január 1.).

## Népesség
A település lakosságának változását az alábbi diagram mutatja:
| Lakosok száma | 118  | 118  | 151  | 107  | 88   | 92   | 123  | 132  | 143  | 154  |
|               | 1869 | 1890 | 1921 | 1950 | 1980 | 2001 | 2017 | 2019 | 2022 | 2024 |